# Karlheinz Götz
Karlheinz Götz (* 4. Mai 1941 in Regensburg; † 28. Januar 2023 ebenda) war ein deutscher Unternehmer.

## Leben
Karlheinz Götz begann 1960 eine Lehrerausbildung an der Pädagogischen Hochschule Regensburg, die er erfolgreich abschloss. Nach 17 Jahren Lehrertätigkeit quittierte er den Schuldienst, absolvierte eine Ausbildung zum Gebäudereiniger und führte das von den Eltern übernommene Unternehmen. 
Nach dem Tod seines Vaters übernahm er 1967 zusammen mit seiner Ehefrau und seiner Mutter die Geschäftsführung und baute das 1949 als Blitz-Blank K. Götz gegründete Dienstleistungsunternehmen mit ca. 15.000 Mitarbeitern weiter aus. Die Firmengruppe Götz mit Sitz in Regensburg und Chemnitz arbeitet im Bereich der Liegenschaftsverwaltung in Deutschland, Österreich, der Schweiz, in Tschechien, Ungarn, Polen und Kanada. Zu den Kunden der Götz-Gruppe mit über 90 Einzelfirmen gehören Universitäten, Kliniken, Industrieunternehmen sowie die öffentliche Verwaltung. Neben traditionellen Kerngeschäft Facilitymanagement etablierte er die Unternehmensgruppe mit krankenhausnahen Dienstleistungen wie Speisenversorgung, Wäschemanagement, Hol- und Bringedienste und Patientenbegleitdienst. Zudem erweiterte er die Firmengruppe Götz in den Bereichen Personaldienstleistungen und Organisationsentwicklung. Das Unternehmen wurde 2004, 2005 und 2008 vom Bayerischen Staatsministerium für Wirtschaft, Infrastruktur, Verkehr und Technologie als eines der wachstumsstärksten Unternehmen Bayerns ausgezeichnet. 2011 schieden Karlheinz und Gertraud Götz aus dem Firmenvorstand aus.
Karlheinz Götz war mit Gertraud Götz verheiratet, aus der Ehe stammen zwei Kinder. Er starb am 28. Januar 2023 im Alter von 81 Jahren. Er wurde Anfang Februar 2023 nach einem Requiem in St. Emmeram in Regensburg bestattet.

## Wirken
1977 wurde Götz Familiare des Deutschen Ordens und war von 2007 bis 2010 Deutschherrenmeister der Ballei Deutschland der Familiaren des Deutschen Ordens und gleichzeitig zum Vorsitzenden des Deutschherrenbundes gewählt.
1993 wurde er Vorsitzender des Vorstandes des Deutschordenshauses St. Elisabeth in Nürnberg. In Regensburg war er ab 1978 stellvertretender Vorstandsvorsitzender des Alten- und Pflegeheims Deutschordenshaus St. Josef. Ab 2005 betrieb das Deutschordenhaus mit dem Albertinum ein weiteres Heim in Regensburg. Im Juli 2008 wurde Götz in die Geschäftsführung der Deutschordenshaus Regensburg Betriebs-GmbH berufen und war ab 2012 ihr alleiniger Geschäftsführer; Gegenstand des Unternehmens war insbesondere der Betrieb von Alten- und Pflegeheimen sowie sonstigen sozialen Einrichtungen.
Karlheinz Götz war von 1999 bis 2007 Vorsitzender des Altherrenbundvorstandes und Vorsitzender im CV-Rat des Cartellverbandes der katholischen deutschen Studentenverbindungen (CV), einem Verband mit über 30.000 Akademikern. Er war seit 1960 Mitglied der KDStV Rupertia Regensburg sowie weiterer CV-Verbindungen, u. a. bei der KAV Capitolina Rom. Seit 2009 war er Ehrenmitglied der katholischen technischen Studentenverbindung Pontana in Regensburg im TCV. 
Götz unterstützte zahlreiche Institutionen wie die Universität Regensburg durch die von ihm gegründete Regensburger „Universitätsstiftung Pro Uni PR“. Er engagiert sich zudem im Bund Katholischer Unternehmer (BKU) und als Mitglied des Vorstandes der Kulturstiftung der Regensburger Domspatzen.
Er unterstützte – seinen Angaben zufolge – seit Jahren die Legionäre Christi und verkehrte im Hauptquartier des Ordens in Rom.

### Deutscher Orden: Kritik und Strafverfahren
Ende 1985 wurden nach einer Strafanzeige staatsanwaltschaftliche Ermittlungen gegen die Firma Götz eingeleitet. Es bestand der Verdacht auf systematischen Sozialversicherungsbetrug, Unterschlagung von Lohn- und Kirchensteuern, Preisabsprachen, Bestechung, illegale Arbeitnehmerüberlassung an die Stadt Regensburg und Fälschung von Lohnlisten. In diesem Zusammenhang wurde auch bekannt, dass bereits 1981 gleichlautende Ermittlungen gegen eine Vergleichszahlung eingestellt worden waren.
Erst im März 1989 wurde das Verfahren gegen Götz gegen die Zahlung von 180.000 DM eingestellt. Zwischenzeitlich musste Götz nach einem Vergleich 425.000 DM an die Regensburger AOK nachträglich abführen. Die Verfahrenseinstellung wurde in Presseberichten kritisiert: sie sei „kein Ruhmesblatt der Regensburger Justiz“.
Von 2004 bis 2010 war Götz Vorsitzender eines Trägervereins aus Laienmitgliedern des „Deutschen Ordens“. Dieser Verein hatte die Trägerschaft des Sankt Elisabeth Alten- und Pflegeheims in Nürnberg inne. Laut Presseberichten seien die weit über 200 Mitarbeiter von der Vereinsführung drangsaliert und unter Druck gesetzt worden, damit sie „auf einen stattlichen Teil ihres Einkommens verzichten“. Der Trägerverein sei „ein Musterbeispiel für den ungenierten Missbrauch der Angst vor dem Verlust des Arbeitsplatzes“. Nach einer Reihe von Arbeitsgerichtsprozessen wurde das Heim veräußert.

### Dissertation: Plagiatsvorwurf
2005 wurde er am Institut für Erziehungswissenschaften der spanischen Universität Oviedo mit der Arbeit Die Entwicklung des Schulwesens in der Oberpfalz und in der Freien Reichsstadt Regensburg bis 1810 sowie in Salzburg bis 1816 zum Dr. phil. promoviert.
Im Januar 2014 wurde die Dissertation von Götz rezensiert und anhand von zahlreichen Beispielen als plagiierend und unwissenschaftlich charakterisiert. In diesem Zusammenhang bewertete der Historiker Walter Fürnrohr die Zitierweise von Götz als „skandalös“. Laut Hans-Michael Körner, einem emeritierten Geschichtsdidaktiker der LMU, hätte diese Dissertationsarbeit in Deutschland kein Doktorvater angenommen, da er sich mit einem Produkt dieser Qualität blamiert hätte. Körner bewertete die Dissertation als „grenzenlosen Stuss“. Fehlende Fußnoten und Quellenangaben werden konstatiert.

Der Plagiatsvorwurf gegen Götz wurde von regensburg-digital wiederholt und an weiteren Beispielen dokumentiert. Recherchen zufolge hinterlegte Götz zwei verschiedene, in Eigendruck hergestellte Versionen seiner Doktorarbeit in öffentlichen Bibliotheken.
Anfang Februar meldete sich Karlheinz Götz zu Wort und verteidigte die Dissertation, die er persönlich verfasst habe. Götz erklärte, nicht zitiert zu haben, ohne die Quelle zu nennen. An die Universität Oviedo sei „kein Geld geflossen“. Er habe ein „ordnungsgemäßes Promotionsverfahren“ absolviert und zum Abschluss einen „50-minütigen Fachvortrag zum Thema der Dissertation in spanischer Sprache“ gehalten. Die anschließende zweistündige Befragung durch die Prüfungskommissionsmitglieder habe er mit Hilfe eines Übersetzers bewältigt.

Einer Stellungnahme der Universität Oviedo zufolge entspreche die Dissertation den Bedingungen, die von der Promotionskommission festgelegt worden seien.

Die Süddeutsche Zeitung hingegen vermeldete Anfang Februar 2014, dass zwischenzeitlich das Bibliotheksverzeichnis der Universität Oviedo verändert worden und nun auch eine deutsche Version der Dissertation von Götz gelistet sei. Laut Informationen der Süddeutschen Zeitung könnten Mitglieder der Prüfungskommission keine Fachkenntnisse über das bayerische Schulwesen nachweisen.

## Ehrungen und Auszeichnungen
- Verdienstkreuz am Bande des Verdienstordens der Bundesrepublik Deutschland (1999)
- Bayerischer Verdienstorden (2005)
- Medaille in Silber der luxemburgischen Stiftung „Mérite Européen“ für sein Wirken als vorbildlicher Europäer
- Matthäus-Runtinger-Medaille für seine Verdienste um den Wirtschaftsstandort Regensburg (2013)[18]
- Verdienstkreuz 1. Klasse des Verdienstordens der Bundesrepublik Deutschland (2014)[19]